# Bitay Árpád (festő)
Léczfalvi Bitay Árpád (Uzdiszentpéter, 1900. május 8. – Nagybánya, 1935. március 20.) romániai magyar festőművész.

## Életpályája
Léczfalvi Bitay Árpád tüzértisztként szolgált az első világháborúban. Itt súlyosan megsebesült. Saját bevallása szerint a lábadozása alatt határozta el, hogy életét a festészetnek szenteli. Menyasszonyának, Oppermend Emmának a buzdítására, jogi tanulmányait abbahagyva, 1921-ben a nagybányai művésztelepen Thorma János és Réti István növendéke volt. Tehetsége, szellemessége, humora, jóízű székelyes beszéde és örök derűje a kartársak és barátok széleskörű csoportját hódították meg. Mestereit szeretettel és rajongással vette körül.
1921 decemberében szervezte meg az első kiállítását Marosvásárhelyen. 1922-től rendszeresen vett részt nagybányai és erdélyi kiállításokon. 
Megnősült, és hosszabb időt töltött Ada Kaleh szigetén. A sziget keleti pompája, elhagyatott szépsége, a Duna és a sziklák romantikus szomorúsága új színeket csaltak palettájára. Visszatérve Nagybányára, itt telepedett le. Párizsba is eljutott. A párizsi tartózkodása alatt minden idejét múzeumokban töltötte. Hazatérve újult erővel látott munkához, s ekkor születtek meg legszebb kompozíciói. A legtermékenyebb időszaka volt ez.
35 évesen hal meg. Körülbelül 20 festményt hagyott hátra. 1935. március 31-én emlékkiállítást rendeztek ezekből a festményekből Nagybányán. A nagybányai református temetőben helyezték örök nyugalomra.

## Művei (válogatás)
- Léczfalvi Bitay Árpád, "betakarítás", 60x80cm, olaj / vászon, j.j.l. L.Bitay, 1921
- Léczfalvi Bitay Árpád, "téli táj", 60x80cm, olaj / vászon, j.j.l. L.Bitay, 1921